# Licencja (prawo)
Licencja (z łac. licet, „jest dozwolone“; imiesłów przymiotnikowy czynny: licens, „wolny“) – pojęcie występujące w prawie własności intelektualnej oraz w publicznym prawie gospodarczym. W prawie własności intelektualnej jest to upoważnienie do korzystania z cudzego dobra niematerialnego. W publicznym prawie gospodarczym jest to jeden z instrumentów reglamentowania działalności gospodarczej.

## Historia pojęcia
Historyczne termin ten oznaczał władczy akt udzielający prawa do czegoś, co było ogólnie zakazane. W języku prawniczym to pojęcie stało się popularne w II poł. XIX w., szczególnie w prawie własności intelektualnej. Pierwotnie oznaczało zezwolenie na korzystanie z cudzego opatentowanego wynalazku objętego prawem podmiotowym bezwzględnym. Współcześnie przedmiotem licencji może być także dobro chronione inaczej niż prawem podmiotowym bezwzględnym. Jako przykład podaje się licencję know-how. W polskim języku prawnym termin „licencja” funkcjonował już na gruncie ustawy o prawie autorskim z 1926. Oznaczał wtedy zezwolenie na korzystanie z cudzego chronionego utworu .

## Własność intelektualna

### Prawo autorskie
Pierwotnie (w XVIII w.) zakładano, że istnieją jedynie prawa majątkowe do utworu. Na podstawie umowy wydawniczej autor zawsze przenosił całość swoich praw na wydawcę. Później, kiedy wypracowano koncepcję praw osobistych, stwierdzono, że przeniesienie całości praw nie jest możliwe. Legalne korzystanie z cudzego utworu zależałoby od zgody autora. W ten sposób rozpowszechniły się licencje. Obejmują one nie tylko kwestie ze sfery praw materialnych, ale także osobistych .
Prawne uregulowania dotyczące licencji są różnorodne w wielu państwach świata. Na przykład w Polsce można zawrzeć jedynie umowę licencyjną, a w USA dopuszcza się także jednostronne oświadczenie .

### Własność przemysłowa
W prawie własności przemysłowej odróżnia się licencję od umowy licencyjnej. Podczas gdy licencja to upoważnienie do korzystania z cudzego dobra niematerialnego, umowa licencyjna jest dwustronna czynnością prawną, dzięki której licencjobiorca uzyskuje licencję.
W umowie licencyjnej można ograniczyć korzystanie z wynalazku (licencja ograniczona). Jeżeli w umowie licencyjnej nie ograniczono zakresu korzystania z wynalazku, licencjobiorca ma prawo korzystania z wynalazku w takim samym zakresie jak licencjodawca (licencja pełna). Jeżeli umowa licencyjna nie zastrzega wyłączności korzystania z wynalazku w określony sposób, udzielenie licencji jednej osobie nie wyklucza możliwości udzielenia licencji innym osobom, a także jednoczesnego korzystania z wynalazku przez uprawnionego z patentu (licencja niewyłączna). Uprawniony z licencji może udzielić dalszej licencji (sublicencja) tylko za zgodą uprawnionego z patentu; udzielenie dalszej sublicencji jest niedozwolone.
Licencja podlega, na wniosek zainteresowanego, wpisowi do rejestru patentowego. Uprawniony z licencji wyłącznej wpisanej do rejestru może na równi z uprawnionym z patentu dochodzić roszczeń z powodu naruszenia patentu, chyba że umowa licencyjna stanowi inaczej.

### Klasyfikacje licencji
Ze względu na źródło:
- licencja dobrowolna – udzielana przez podmiot uprawniony:
  - licencja otwarta – skierowane do ogółu jednostronne oświadczenie woli,
  - licencja umowna (umowa licencyjna) – zawarta z licencjobiorcą jako dwustronna czynność prawna,
- licencja przymusowa – udzielana przez Urząd Patentowy,
- licencja ustawowa – udzielana wprost przez przepis ustawy[5] .

Ze względu na zakres obowiązków licencjodawcy:
- licencja negatywna (czysta) – licencjodawca ma tylko znosić korzystanie przez licencjobiorcę z przedmiotu licencji (m.in. licencje przymusowe są negatywne),
- licencja pozytywna – licencjodawca ma obowiązek podjęcia dodatkowej aktywności[5] .

Ze względu na zakres uprawnień licencjobiorcy:
- licencja pełna (nieograniczona) – licencjobiorca może korzystać z przedmiotu licencji w takim samym zakresie, w jakim może z niego korzystać licencjodawca,
- licencja niepełna (ograniczona) – licencjobiorca może korzystać z przedmiotu licencji w węższym zakresie[5] .

Ze względu na charakter uprawnień licencjobiorcy:
- licencja niewyłączna – licencjodawca może korzystać z przedmiotu objętego wcześniej udzieloną licencją oraz udzielać dalszej licencji (licencje przymusowe, otwarte i ustawowe są niewyłączne),
- licencja wyłączna – pozostałe przypadki. W tym:
  - licencja mocna – licencjodawca ma możliwość korzystania z przedmiotu objętego wcześniej udzieloną licencją,
  - licencja słaba – licencjodawca nie ma takiej możliwości[5] .

Inne rodzaje licencji:
- sublicencja (dalsza licencja) – udzielona przez licencjobiorcę (sublicencjodawcę),
- licencja wzajemna („krzyżowa”) – obie strony są jednocześnie licencjodawcami i licencjobiorcami[5] .

## Prawo gospodarcze publiczne
Istnieją rodzaje działalności gospodarczej, które wymagają urzędowego poświadczenia kwalifikacji zawodowych. Udzielenie takiej licencji odbywa się w drodze wydania decyzji administracyjnej. Chodzi m.in. o: podmioty wykonujące usługi detektywistyczne, członków personelu lotniczego, rzeczoznawców majątkowych, doradców restrukturyzacyjnych .
Licencje są także instrumentem reglamentacji działalności gospodarczej. Są to m.in. licencje dające prawo do: podejmowania i wykonywania działalności w zakresie transportu drogowego i kolejowego . Różnice między licencjami, zezwoleniami i zgodami nie były jasne. Przyjmowano nawet, że chodzi o to samo pojęcie, występujące pod różnymi nazwami . Dlatego ustawa – Prawo przedsiębiorców likwiduje ten rodzaj instrumentów reglamentacji, pozostawiając jedynie koncesje, zezwolenia i wpis do rejestru działalności regulowanej.